# Črni Potok
Črni Potok – wieś w Słowenii, w gminie Šmartno pri Litiji. W 2018 roku liczyła 312 mieszkańców.